# إغرام (قرية)
إغرام هي قرية جزائرية تقع في ولاية البويرة.